# Campora San Giovanni
Campora San Giovanni (còn được gọi là Campura San Giuvanni hoặc Campura Santu Janni) là một frazione (tạm dịch xã) của comune (tạm dịch là quận) Amantea thuộc tỉnh Cosenza, Calabria, Ý. Nằm gần biên giới của tỉnh Catanzaro.